# Goleta Fortunata
La goleta Fortunata fue una nave construida en Constitución en 1817 para ser integrada a la escuadra en formación de la república de Chile.
Armada en guerra, en octubre de 1817 atacó junto con el bergantín Águila a la fragata española Venganza sin resultados positivos.

## Características
Goleta de 50 toneladas de desplazamiento construida en Constitución en 1817.

## Historia
Fue armada en guerra por el gobierno de Chile pasando a integrar la Escuadra en formación. El 12 de octubre de 1817, junto con el bergantín Águila, salieron al encuentro de la fragata española Venganza que evade el ataque de las naves patriotas.
Se hundió en un temporal que azotó a Valparaíso el 9 de junio de 1823.